# Ikorodu

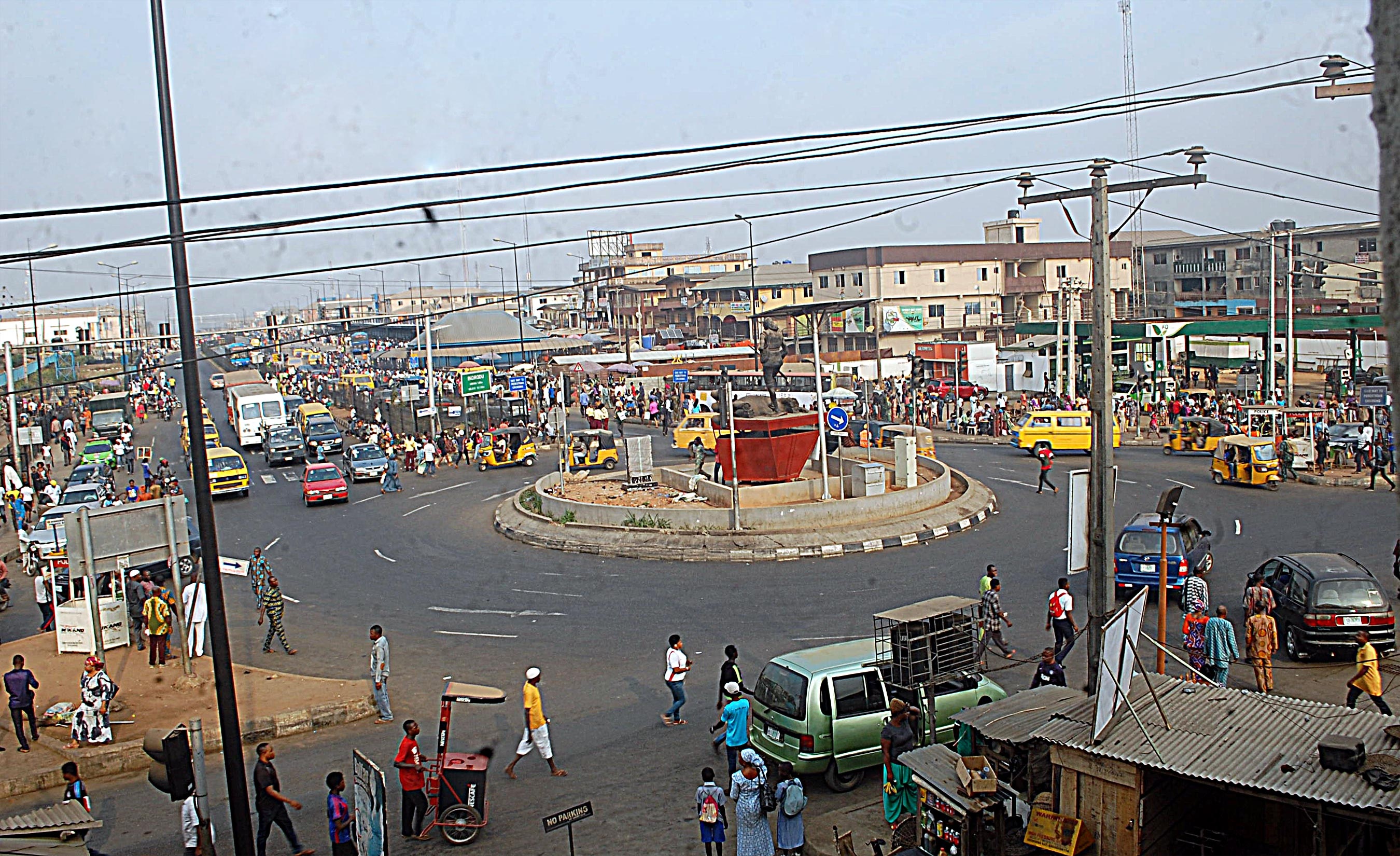
Verkehr in morgens in der Innenstadt von Ikorodu (2019)

Ikorodu ist eine Stadt im nigerianischen Bundesstaat Lagos. Einer Schätzung von 2006 zufolge hat sie 321.809 Einwohner. Mit ihrer Umgebung bildet sie eine der 20 Local Government Areas (LGA) des Bundesstaates.
Ikorodu liegt am nördlichen Ende der Lagune von Lagos, 23 km nordöstlich von Lagos. Das LGA grenzt an Kosofe, Epe und an den nördlichen Bundesstaat Ogun und hat eine Fläche von 393,94 km². Der nigerianische Highlifemusiker Bobby Benson (1922–1983) stammt aus Ikorodu.

## Wirtschaft
Die Reismühle in Imota ist eine landwirtschaftliche Anlage. Sie wurde im Jahr 2021 gebaut und wird im zweiten Quartal 2022 die volle Produktion aufnehmen. Die Reismühle hat eine Produktionskapazität von 2,8 Millionen Säcken mit 50 kg Reis pro Jahr und schafft 1.500 direkte und 254.000 indirekte Arbeitsplätze. Nach Fertigstellung wird die Produktionskapazität der Reismühle in Imota entsprechend der geschätzten installierten Infrastruktur der Anlage zu den größten der Welt und zu den größten in Afrika südlich der Sahara gehören.

## Söhne und Töchter der Stadt
- Bobby Benson (1922–1983), Jazz- und Unterhaltungsmusiker
- Henry Okah (* 1965), Rebellenführer
- Funke Akindele (* 1976), Filmschauspielerin, Drehbuchautorin und Filmproduzentin
- Tunde Onakoya (* 1994), Schachspieler
- Asisat Oshoala (* 1994), Fußballspielerin
- Kayinsola Ajayi (* 2004), Sprinter